# رودیموو
رودیموو (به چکی: Rudimov) یک منطقهٔ مسکونی در جمهوری چک است که در ناحیه زلین واقع شده‌است. رودیموو ۱۰٫۰۵ کیلومتر مربع مساحت و ۲۴۷ نفر جمعیت دارد و ۳۷۰ متر بالاتر از سطح دریا واقع شده‌است.